# Marquesado de Campoameno
El marquesado de Campoameno es un título nobiliario español (actualmente caducado) creado por el rey Carlos III el 30 de mayo de 1771 para Juan Pedro Velázquez Gaztelu, marino, historiador y regidor perpetuo de la ciudad andaluza de Sanlúcar de Barrameda.  El título se le otorgó con el vizcondado previo de San Antón de Azical.

## Marqueses de Campoameno
- Juan Pedro Velázquez-Gaztelu y de la Peña (Sanlúcar de Barrameda, 1710-Jerez de la Frontera, 1791), I marqués de Campoameno,[1] hijo de Juan Alonso Velázquez-Gaztelu y de Juana de la Peña, hija de Luis de la Peña y Vela, regidor perpetuo de Sanlúcar de Barrameda, y de su esposa Andrea de Perea. Se casó en Sanlúcar de Barrameda el 7 de octubre de 1748 con su sobrina María García de Poedo y Novas, le sucedió su hijo;[4][5]

- Rafael Velázquez-Gaztelu y García de Poedo (Sanlúcar de Barrameda, 15 de noviembre de 1749-Sevilla, 29 de septiembre de 1800), II marqués de Campoameno, se casó el 20 de diciembre de 1775 con María Magdalena Padilla Suárez de Toledo (Jerez de la Frontera, 7 de agosto de 1755-ibídem, 15 de marzo de 1816)[5][4] hija de Lorenzo López de Padilla Morla y Margarita Suárez de Toledo Morla.[4] Le sucedió su hijo;[5]

- Lorenzo Velázquez-Gaztelu y Lopéz de Padilla (n. Sanlúcar de Barrameda, 11 de junio de 1778), III marqués de Campoameno,[5] contrajo matrimonio EL 26 de julio de 1808 con María Angulo Dávila Guzmán (n. Jerez de la Frontera, 24 de octubre de 1784),[4] hija de Bartolomé Angulo Virués de Segovia –hijo de Jerónimo Angulo y Poblaciones y de Jerónima Juana Virués de Segovia y Ponce de León–[4] y de Ana María Dávila –hija de Álvaro Dávila y Anaya y de su esposa Ana María de Guzmán y Adorno–.[4] Le sucedió su hijo;

- Rafael Velázquez-Gaztelu y Angulo, IV marqués de Campoameno;

- Ana María Velázquez-Gaztelu y Bernede, V marquesa de Campoameno, casada con Prudencio Mudarra y Párraga, rector de la Universidad de Sevilla y diputado;

El título se extinguió con la quinta marquesa. Aunque hubo un intento de rehabilitar el título, nunca lo ha sido, por lo que actualmente es simplemente un título histórico, legalmente caducado, sin posibilidad de ser rehabilitado, dada la actual legislación vigente en el Reino de España.